# Nephasoma flagriferum
Nephasoma flagriferum är en stjärnmaskart som först beskrevs av Emil Selenka 1885.  Nephasoma flagriferum ingår i släktet Nephasoma och familjen Golfingiidae. Inga underarter finns listade i Catalogue of Life.